# Bjarni Thorsteinsson
Bjarni Thorsteinsson, født 31 marts 1781, død 3 november 1876, var en islandsk embedsmand. Han var far til Steingrímur Thorsteinsson.
Bjarni Thorsteinsson var ansat i Rentekammeret 1807–1820, var amtmand i Vesturamt på Island 1821–1849 og blev 1845 kongevalgt medlem af Altinget samt dettes president. Han udgav Om kongelige og andre offentlige afgifter i Island (1819) og Om Islands folkemængde og økonomiske tilstand siden 1801 og 1821 indtil udgangen af 1833 (1834).